# San Millán de la Cogolla
San Millán de la Cogolla is een gemeente in de Spaanse provincie en regio La Rioja met een oppervlakte van 31,19 km². San Millán de la Cogolla telt 240 inwoners (1 januari 2016).
De gemeente is gekend vanwege de kloosters van San Millán Yuso en Suso, met San Millán de Suso gelegen op de heuvel ten westen van het dorp en San Millán de Yuso aan de zuidelijke rand van het dorp. Beide kloosters werden in december 1997 erkend als UNESCO werelderfgoed.
De historische gemeente had een groter grondgebied en bevolking. Tot de afsplitsing in 1857 waren ook de huidige gemeenten Berceo en Estollo deel van San Millán de la Cogolla. 

## Demografische ontwikkeling
Bron: INE, 1857-2011: volkstellingen